# Aeroportul Internațional Trivandrum
Aeroportul Internațional Trivandrum (IATA: TRV, ICAO: VOTV) este un aeroport din Thiruvananthapuram, Thiruvananthapuram district⁠(d), Kerala, India ce deservește zona Thiruvananthapuram district⁠(d). Aeroportul a fost tranzitat în decembrie 2022 de 330.173 de pasageri.
Situat la o altitudine de 4 m, aeroportul dispune de 1 pistă. Este operat de Airports Authority of India⁠(d).

## Infrastructură

### Piste
Aeroportul dispune de o singură pistă. Pista 14/32 are suprafața de asfalt și dimensiunile 3.400 m × . 